# Ehrenfriedhof am Haddebyer Noor

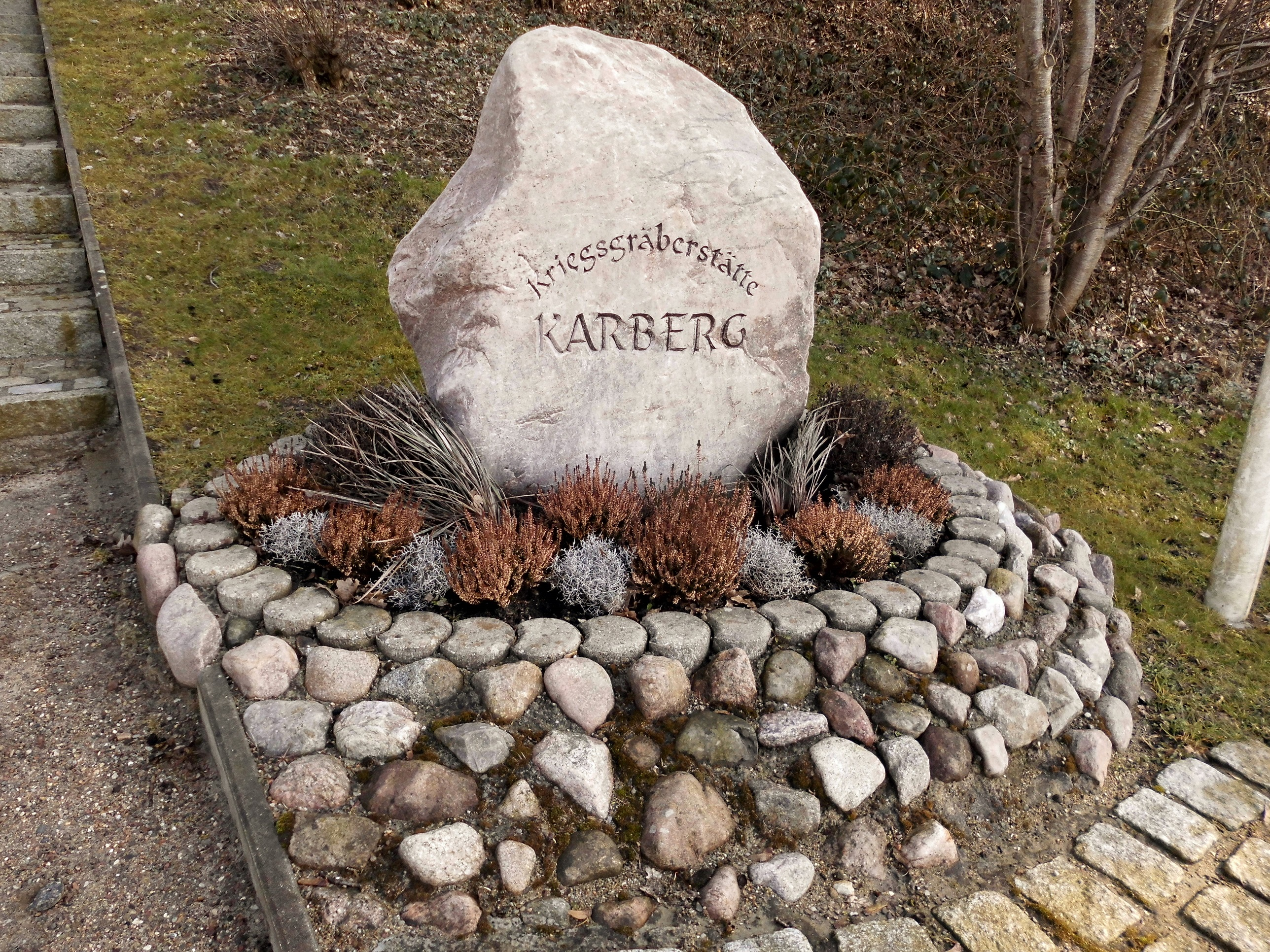
Gedenkstein am Eingang

Der Ehrenfriedhof am Haddebyer Noor (auch: Kriegsgräberstätte Karberg) ist eine Kriegsgräberstätte im schleswig-holsteinischen Amt Haddeby. Er liegt an der Bundesstraße 76 zwischen den Orten Haddeby und Fahrdorf direkt am Haddebyer Noor.

## Geschichte
Für den Ausbau der Bundesstraße 76 wurden große Mengen Kies benötigt. Dabei fiel das Augenmerk der Straßenbauer auf den Karberg, der schon in früheren Zeiten als Kiesgrube gedient hatte. Gleichzeitig war das Innenministerium des Landes Schleswig-Holstein auf der Suche nach einem geeigneten Platz zur Errichtung eines zentralen Ehrenfriedhofs für Kriegstote. Für beide Probleme wurde eine gemeinsame Lösung gefunden. Der Baufirma wurde gestattet, dem Karberg für den Straßenbau Kies zu entnehmen; im Gegenzug verpflichtete sich die Firma, die Silhouette des Berges zu erhalten oder wiederherzustellen. Diese Arbeiten wurden 1959 abgeschlossen. 

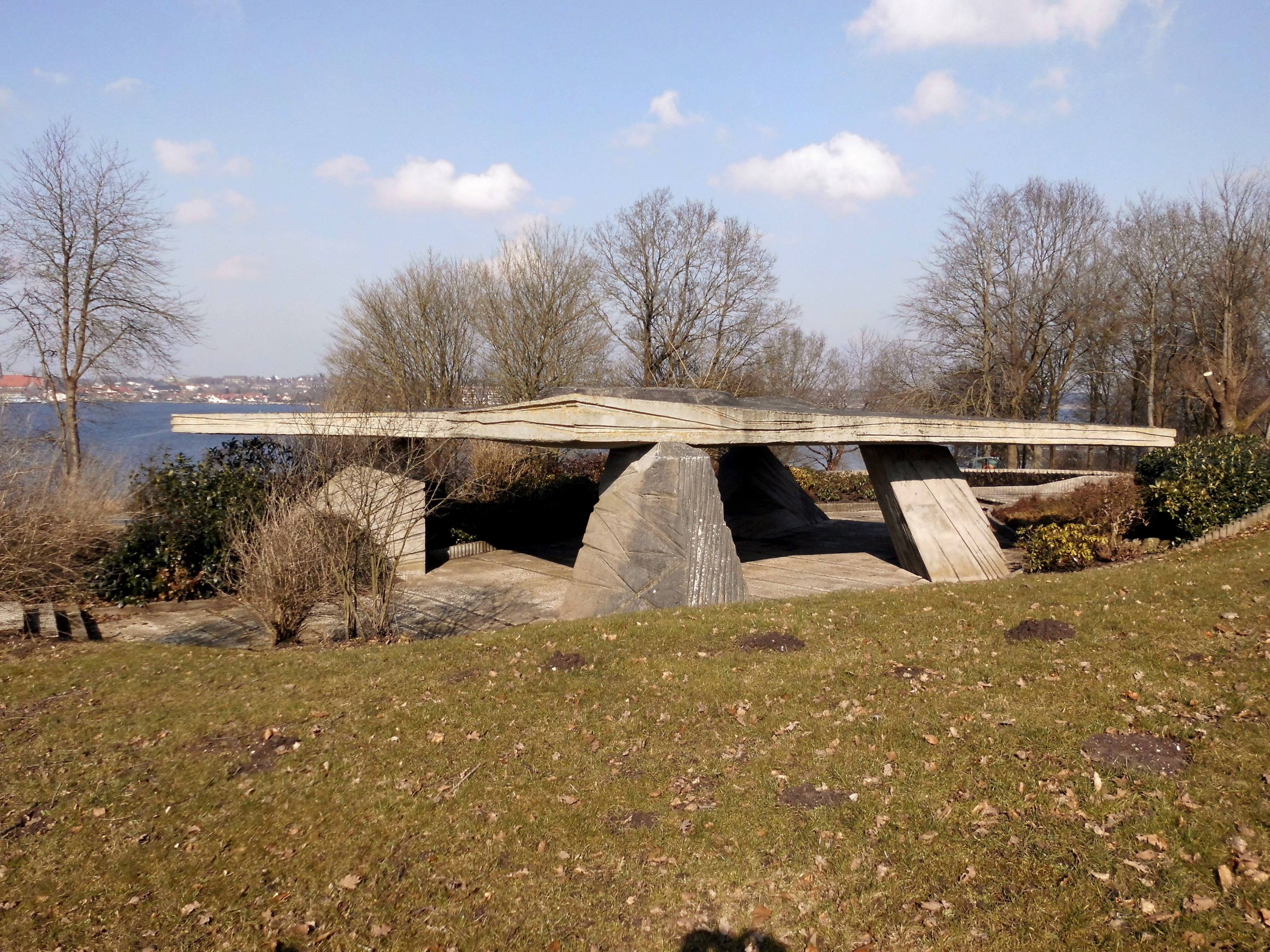
Gedenkhalle

Im Rahmen eines Ideenwettbewerbes wurden verschiedene Entwürfe für die weitere Verwendung des Hügels vorgelegt. Der ausgewählte Entwurf sah dabei eine starke Bewaldung des Hügels vor, wobei als Schwerpunkt der Anlage eine kleine Mulde unterhalb des Gipfels dient. Hier steht eine zentrale Gedenkhalle aus einer etwa 10 mal 18 Meter großen, sternförmigen Betonplatte, die auf vier rohen Betonpfeilern ruht. Sie symbolisiert die einstürzende Decke eines zerstörten Hauses (Bildhauer: Robert Müller-Warnke, Hamburg). 
Es war ursprünglich vorgesehen, dass die etwa 400 im Kreis Schleswig verstreuten Soldatengräber auf den neu entstandenen Sammelfriedhof umgebettet werden sollten. Der Kreisausschuss beschloss jedoch, Umbettungen nur in Ausnahmefällen vorzunehmen. Kriegsgräber auf Friedhöfen sollten dort verbleiben und gepflegt werden. Stattdessen sollten Feldgräber und Tote aus verschiedenen Massengräbern zum Karberg überführt werden, vor allem Gräber, bei denen eine dauernde Pflege nicht sichergestellt war. Im Zuge dieser Maßnahmen wurden auch Gräber von Kriegsopfern aus anderen Teilen Schleswig-Holsteins zum Karberg umgebettet.
Am 28. Juli 1962 wurde die Kriegsgräberstätte Karberg in einem feierlichen Akt durch den schleswig-holsteinischen Ministerpräsidenten Kai-Uwe von Hassel eingeweiht. 
Auf einer Fläche von 13.000 m² ruhen seitdem in fünf Feldern 1074 Kriegstote, davon 800 Soldaten sowie 274 Männer, Frauen und Kinder, die unbeteiligt an Kampfhandlungen ihr Leben verloren haben. Unter den Toten befinden sich auch 343 ausländische Kriegsopfer, darunter Zwangsarbeiter, Kriegsgefangene und KZ-Häftlinge: 10 Franzosen, 2 Belgier, 4 Holländer, 37 Ungarn, 2 Litauer, 8 Letten, 1 Türke, 190 Russen, 60 Polen, 15 Jugoslawen, 7 Esten, 3 Rumänen und 1 Däne. Von den Toten sind auf dem Friedhof der Name, das Geburts- und das Sterbejahr angegeben. Bei 180 Toten steht auf den Grabsteinen nur Unbekannt.
1966 wurde die Anlage um das Vertriebenendenkmal Den Toten der Vertreibung des Glücksburger Bildhauers Siegbert Amler ergänzt.
Die heutige Pflege der Anlage unterliegt dem Amt Haddeby. 2016 und 2017 wurden umfangreiche Sanierungsarbeiten durchgeführt; unter anderem wurde die Treppenanlage erneuert und ein barrierefreier Zugang zu der Anlage geschaffen.

## Bilder

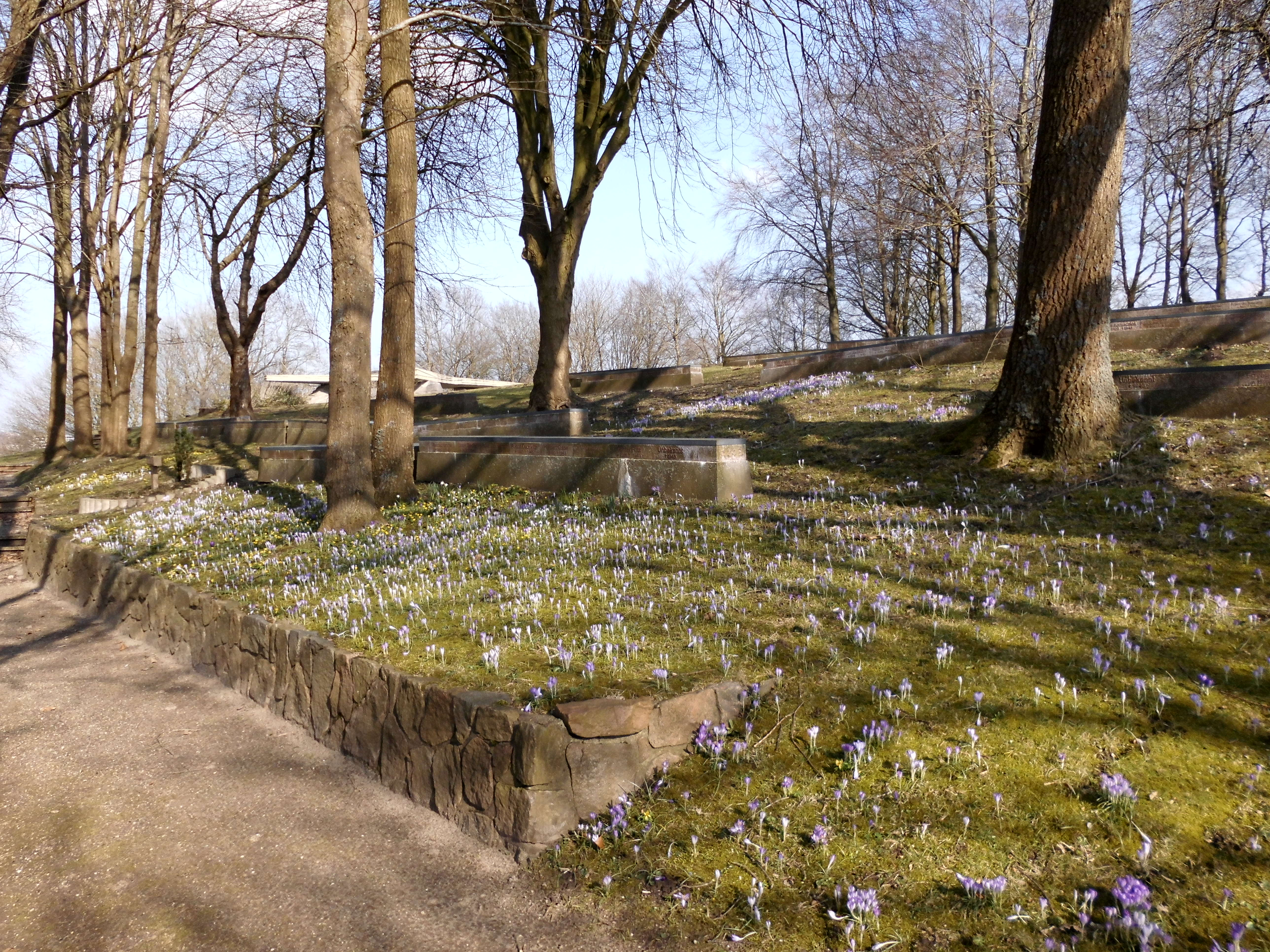
Grabreihen auf der Kriegsgräberstätte Karberg
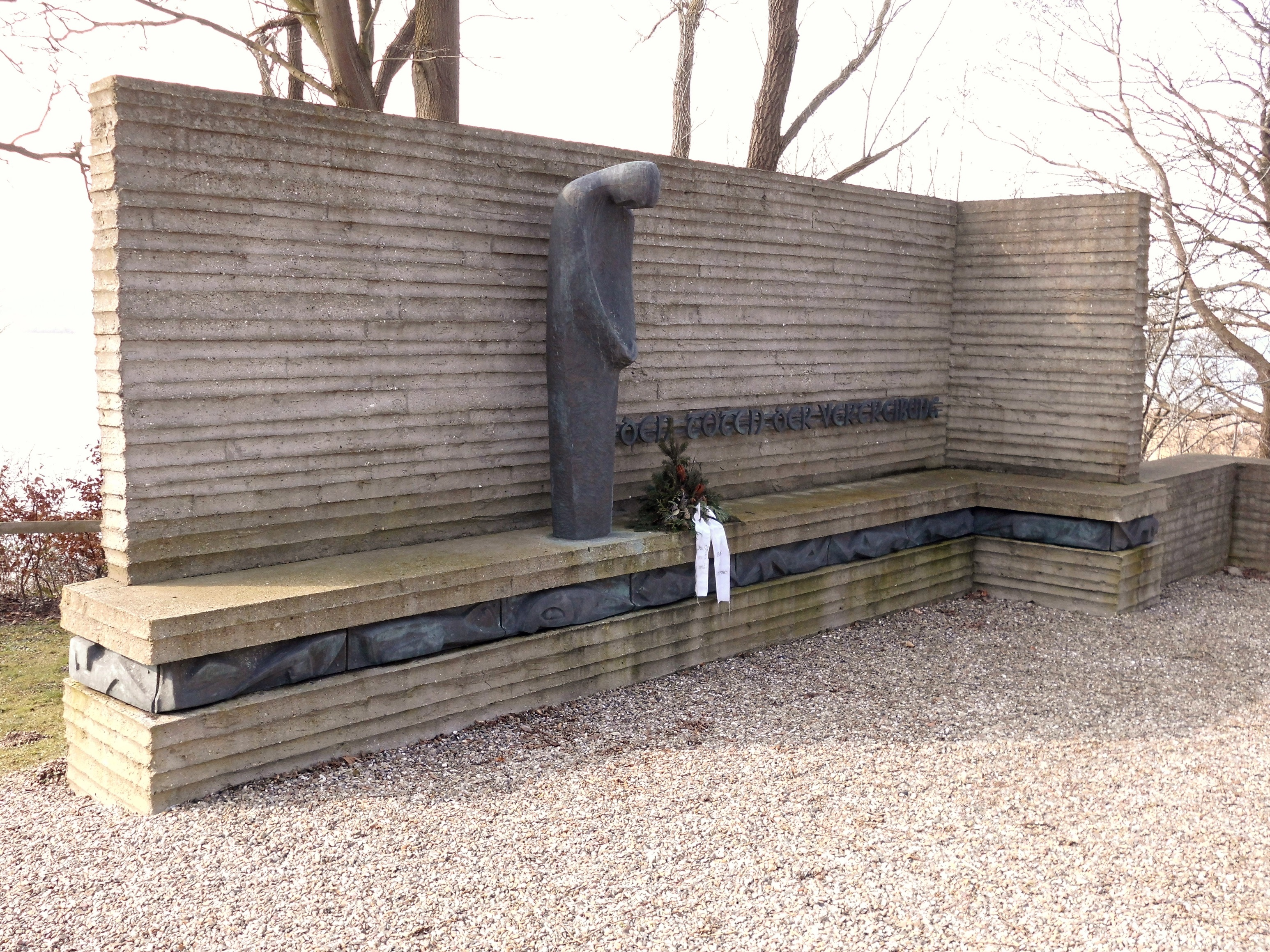
Denkmal Den Toten der Vertreibung (1966), Bildhauer: Siegbert Amler, Glücksburg